# Newtons klauwier
Newtons klauwier (Lanius newtoni) is een zangvogel uit de familie klauwieren (Laniidae). De vogel werd in 1890 door de Portugese vogelkundige José Vicente Barbosa du Bocage geldig beschreven en vernoemd naar M.F. Newton, de verzamelaar. Het is een ernstig bedreigde, endemische vogelsoort op het eiland Sao Tomé.

## Kenmerken
De vogel is 19 tot 21 cm lang. De vogel lijkt sterk op de noordelijke gekraagde klauwier (L.humeralis) dat wil zeggen een van boven glanzend zwarte vogel met een brede witte vleugelstreep en een lichte keel, borst en buik. Newtons klauwier is echter iets kleiner, met een relatief kleine, hoornkleurige (niet zwarte)  snavel en vaak een roomkleurig gele borst en de witte stippels op de uiteinden van de staartpennen zijn kleiner.

## Verspreiding en leefgebied
Deze soort is endemisch op Sao Tomé, een eiland in de Golf van Guinee. Het leefgebied bestaat uit ongerept regenwoud met weinig ondergroei, meestal op hoogten lager dan 700 m boven de zeespiegel. Het is de enige klauwier die uitsluitend in het bos voorkomt.

## Status
Newtons klauwier heeft een zeer klein verspreidingsgebied en daardoor is de kans op uitsterven aanwezig. De grootte van de populatie is niet bepaald. De vogel wordt incidenteel waargenomen, tot 2010 breidde het areaal waarbinnen waarnemingen zijn gedaan zich iets uit. Het leefgebied wordt echter bedreigd door uitbreiding van koffieplantages, de aanleg van wegen en het tappen van palmwijn in de overgebleven bosrestanten. Daarnaast heeft de vogel mogelijk te lijden door de invoer van invasieve soorten zoals ratten en apen uit het Afrikaanse continent. In 2018 werd de populatie geschat op 50 tot 250 volwassen individuen. Om deze redenen staat deze soort als ernstig bedreigd (kritiek) op de Rode Lijst van de IUCN.